# Proechimys guairae
Proechimys guairae és una espècie de mamífer rosegador de la família de les rates espinoses. Viu a Veneçuela i, possiblement, a Colòmbia. Es tracta d'un animal nocturn. Els seus hàbitats naturals són els boscos primaris i secundaris. Es creu que no hi ha cap amenaça significativa per a la supervivència d'aquesta espècie, encara que la part oriental de la seva distribució s'està degradant. Tot i que ara mateix se la classifica com una sola espècie, en realitat es tracta d'un complex d'espècies que probablement s'acabarà dividint en diverses espècies.